# Liste der portugiesischen Botschafter im Tschad
Die Liste der portugiesischen Botschafter im Tschad listet die Botschafter der Republik Portugal im Tschad auf. Die beiden Staaten unterhalten seit 1977 diplomatische Beziehungen.
Eine eigene Botschaft in der tschadischen Hauptstadt N’Djamena eröffnete Portugal nicht, das Land gehört seit Beginn zum Amtsbezirk des portugiesischen Botschafters in Nigeria, der sich dazu im Tschad zweitakkreditiert. Erstmals akkreditierte sich ein portugiesischer Botschafter 1996 vor Ort.
In der tschadischen Hauptstadt N’Djamena besteht ein portugiesisches Honorarkonsulat.

## Missionschefs
| Name                                           | Bild   | Amtszeit  | Anmerkungen                                                                    |
| Tschad                                         | Tschad | Tschad    | Tschad                                                                         |
| ---------------------------------------------- | ------ | --------- | ------------------------------------------------------------------------------ |
| João Uva de Matos Proença                      |        | ab 1977   | Botschafter mit Amtssitz Lagos                                                 |
| Armando Nunes de Freitas                       |        | ab 1980   | Botschafter mit Amtssitz Lagos                                                 |
| Rui Fernando de Meira Ferreira                 |        | ab 1984   | Botschafter mit Amtssitz Lagos                                                 |
| Nuno Maria da Cunha e Távora Silveira e Lorena |        | ab 1990   | Botschafter mit Amtssitz Lagos                                                 |
| Filipe Orlando de Albuquerque                  |        | ab 1994   | Botschafter mit Amtssitz Lagos, am 23. Dezember 1996 in N’Djamena akkreditiert |
| António José da Câmara Ramalho Ortigão         |        | ab 1999   | Botschafter mit Amtssitz Lagos                                                 |
| Maria de Fátima de Pina Perestrello            |        | ab 2005   | Botschafterin mit Amtssitz Lagos                                               |
| João Maria Rebelo de Andrade Cabral            |        | ab 2010   | Botschafter mit Amtssitz Lagos                                                 |
| Simeão Archer Pinto Mesquita                   |        | ab 2011   | Botschafter mit Amtssitz Lagos, ab 2014 Abuja                                  |
| António Pedro da Vinha Rodrigues da Silva      |        | ab 2017   | Botschafter mit Amtssitz Abuja                                                 |
| Luís Filipe Ribeiro da Silva Barros            |        | seit 2018 | Botschafter mit Amtssitz Abuja                                                 |